# Cofradía de Jesús de Medinaceli (Santa Olalla)
La Cofradía de Nuestro Padre Jesús Nazareno de Medinaceli es una cofradía de culto católico instaurada en el municipio toledano de Santa Olalla, en Castilla-La Mancha.
Fue erigida en 2005 con el fin de promover el culto a la imagen de Jesús de Medinaceli, y tiene sede canónica en la iglesia de San Julián del referido municipio. Realiza su estación de penitencia con sus imágenes titulares los días de Miércoles Santo y Jueves Santo, dentro de las actividades de la Semana Santa en Santa Olalla.

## Historia

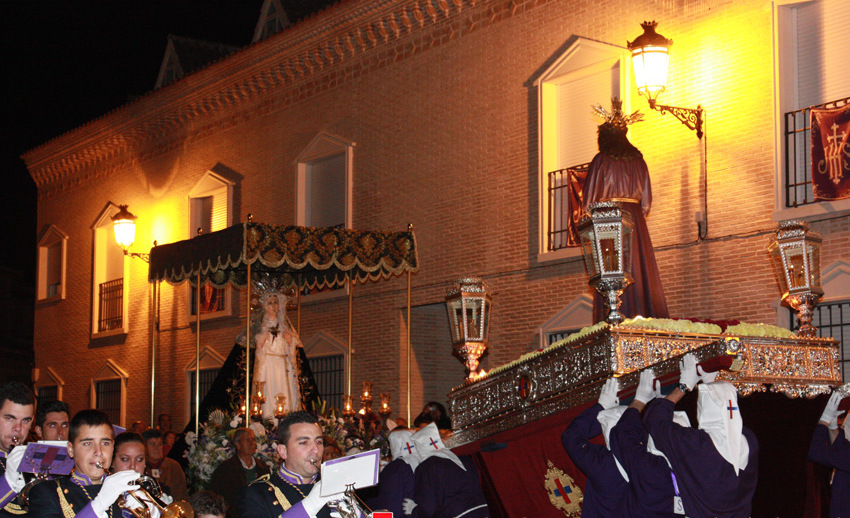
Encuentro, Semana Santa de Santa Olalla

La devoción hacia Jesús de Medinaceli está arraigada en Santa Olalla desde finales de los años 1950. De esta forma, en 1958 la vecina Arsenia Recio donó a la iglesia de San Julián una imagen del cristo, que es la que actualmente se sigue venerando. Desde entonces recibió culto en el templo, hasta que el 22 de enero de 2005 se mantuvo una reunión en el salón de actos de la iglesia de San Pedro Apóstol con el fin de llevar a cabo su constitución, con la intención de agrupar numerosas devociones personales, permitiendo así mejorar espiritual y culturalmente la Semana Santa del municipio.
Su primera estación de penitencia la realizó ese mismo año de 2005, y el 9 de agosto de 2006 fueron aprobados sus estatutos por Antonio Cañizares Llovera, cardenal – arzobispo de Toledo. Fue elegida como sede canónica la iglesia de San Julián, filial de la de San Pedro Apóstol.
Celebra su fiesta principal anual el primer viernes de marzo, y realiza su estación de penitencia el Miércoles Santo con la imagen de Jesús de Medinaceli en la procesión de su nombre, y el Jueves Santo con la imagen de Jesús se Medinaceli y con la imagen de Jesús Nazareno con la Cruz a cuestas en la procesión de la Pasión desde el año 2011, en que la cofradía incorporó esta devoción a su titular.
En 2006 se creó la Banda de Cornetas y Tambores de Jesús de Medinaceli, la banda participa en todas las procesiones de Semana Santa del municipio y además en los certámenes comarcales que se organizan entre las bandas de Carmena, Gerindote, Noves, Torrijos y Fuensalida. En el año 2010 la cofradía participó en la procesión comarcal “La Pasión del Señor en la Comarca de Talavera” celebrada en Talavera de la Reina.
En 2011 se proclamó como cotitular de la cofradía a la imagen de Jesús Nazareno con la Cruz a cuestas, tras la restauración de esta talla del siglo XVIII por el eminente profesor Salvador Guzmán.
En 2012 se inauguró la capilla de Jesús Nazareno de Medinaceli en la iglesia de San Julián. Destacan en ella su retablo neobarroco con una pintura al óleo de la Virgen de la Piedad, patrona del municipio, y la reja de forja elaborada por artesanos locales.